# Escut de Sant Joan les Fonts
L'escut oficial de Sant Joan les Fonts és el símbol d'aquest municipi i es descriu mitjançant el següent blasonament:
Escut caironat partit: al 1r, de gules, una creu plena d'argent; al 2n, de porpra, una palma de sinople enfilant una corona de flors de gules fullada de sinople. Per timbre, una corona mural de poble.

## Disseny
La composició de l'escut està formada sobre un fons en forma de quadrat recolzat sobre un dels seus vèrtexs, anomenat escut caironat, segons la configuració difosa a Catalunya i d'altres indrets de l'antiga Corona d'Aragó i adoptada per l'administració a les seves especificacions per al disseny oficial dels municipis dels ens locals. És un escut partit en dues particions. A la primera partició, de color vermell (gules), hi ha una creu plena de color blanca o gris clar (argent). A la segona partició, de color porpra, hi ha una palma de color verd (sinople) envoltada d'una corona de flors vermelles (de gules) amb les fulles de color verd (fullada de sinople).
L'escut està acompanyat a la part superior d'un timbre en forma de corona mural, que és l'adoptada pel Departament de Governació d'Administracions Locals de la Generalitat de Catalunya per timbrar genèricament els escuts dels municipis. En aquest cas, es tracta d'una corona mural de poble, que bàsicament és un llenç de muralla groc (or) amb portes i finestres de color negre (tancat de sable), amb quatre torres merletades, de les quals se'n veuen tres.

## Història

L'antic escut

L'Ajuntament va acordar en ple iniciar l'expedient d'adopció de l'escut el dia 21 de novembre de 2005, per adaptar-se a la normativa actual i substituir l'escut que anava fent servir fins llavors. L'antic escut també era partit; a la primera partició, de fons d'atzur (blau) s'hi representava la palma envoltada de la corona de flors, mentre que la segona partició, de fons de gules (vermell) hi havia una creu potençada amb les lletres "ST JN LS FS" a cada cantó de la creu. En l'última versió de l'antic escut usada per l'Ajuntament, aquest tenia forma ovalada i anava timbrat amb una corona. Després dels tràmits reglamentaris, l'escut es va aprovar el 28 de març de 2006 i fou publicat al DOGC número 4.612 d'11 d'abril de 2006.
La primera partició presenta la creu de Sant Joan, en referència al cap del municipi, mentre que la palma i la corona de la segona partició són els atributs del martiri de santa Eulàlia, patrona de Begudà, poble que fins a mitjan segle xx havia estat la capital d'aquest terme municipal.